# آلن بال (بازیکن فوتبال)
آلن بال (انگلیسی: Allan Ball; ۲۶ فوریهٔ ۱۹۴۳ – ۲۱ ژوئیهٔ ۲۰۱۸) بازیکن فوتبال اهل بریتانیا بود.